# Niloufar Salehi
Pour les articles homonymes, voir Salehi.
Niloufar Salehi est une informaticienne américano-iranienne qui est professeure adjointe à la School of Information de l'université de Californie à Berkeley. Elle travaille sur l'interaction homme-machine dans un large éventail de secteurs.

## Formation
Salehi s'intéresse aux mathématiques dès son adolescence. Elle est étudiante de premier cycle en Iran et étudie le génie informatique à l'Université de technologie de Sharif. Elle complète ses recherches doctorales à l'Université Stanford. Elle étudie et développe des technologies pour permettre l'organisation de communautés en ligne. Au cours de son doctorat, elle crée Hive, un système qui place les communautés en petites équipes, puis fait tourner les membres des équipes (à l'aide d'un algorithme d'optimisation) pour mélanger les points de vue. Hive est utilisé par Mozilla lorsqu'ils travaillent à améliorer l'accessibilité à Firefox. En tant que doctorante, Salehi travaille sur Dynamo, une plateforme d'organisation des travailleurs d'Amazon Mechanical Turk. 

## Recherche et carrière
Salehi est nommée professeure à l'Université de Californie à Berkeley en 2018,. Elle étudie l’interaction homme-machine et l’IA centrée sur l’humain. En 2020, Salehi reçoit une subvention de la Fondation nationale pour la science pour enquêter sur la justice réparatrice et évaluer comment elle peut être utilisée pour enquêter sur les conflits sur les réseaux sociaux. Elle étudie les algorithmes de recommandation de YouTube et la manière dont les créateurs de contenu sur les réseaux sociaux gèrent leurs expériences en ligne. 
Salehi bénéficie du soutien de Facebook Research (en) pour enquêter sur la manière dont les musulmans luttent contre les discours de haine anti-musulmans en ligne. Ses recherches .révèlent qu’il y a un ciblage organisé des musulmans et que les Américains musulmans essaient constamment de se réapproprier leur discours. Par exemple, en réponse à l’un des débats présidentiels de Trump, des Américains musulmans ont partagé leurs expériences d’islamophobie, parfois en utilisant l’humour. Elle commence simultanément à travailler sur une enquête sur l'impact des algorithmes d'affectation scolaire dans le district scolaire unifié de San Francisco (en). Les résultats sont utilisés pour encourager l’engagement communautaire dans la conception des zones scolaires. 
En 2022, Salehi commence à travailler avec Timnit Gebru sur un outil de traduction automatique efficace pour les contextes à enjeux élevés, par exemple dans les hôpitaux. 

## Publications (sélection)
- Niloufar Salehi, Lilly C. Irani, Michael S. Bernstein, Ali Alkhatib, Ogbe, Milland et Clickhappier, Proceedings of the 33rd Annual ACM Conference on Human Factors in Computing Systems, New York, NY, USA, ACM, 18 avril 2015, 1621–1630 p. (ISBN 9781450331456, DOI 10.1145/2702123.2702508, S2CID 16272139), « We Are Dynamo: Overcoming Stalling and Friction in Collective Action for Crowd Workers »
- Xuan Zhao, Niloufar Salehi, Sasha Naranjit, Sara Alwaalan, Voida et Cosley, Proceedings of the SIGCHI Conference on Human Factors in Computing Systems, New York, NY, USA, ACM, 27 avril 2013, 1–10 p. (ISBN 9781450318990, DOI 10.1145/2470654.2470656, S2CID 30876276), « The many faces of facebook »
- Ryo Suzuki, Niloufar Salehi, Michelle S. Lam, Juan C. Marroquin et Bernstein, Proceedings of the 2016 CHI Conference on Human Factors in Computing Systems, New York, NY, USA, ACM, 7 mai 2016, 2645–2656 p. (ISBN 9781450333627, DOI 10.1145/2858036.2858121, S2CID 991732), « Atelier: Repurposing Expert Crowdsourcing Tasks as Micro-internships »